# Packet Trick
I Packet Trick sono tutti quei giochi di prestigiazione appartenenti alla cartomagia in cui si utilizzano un numero limitato di carte, che possono essere estratte dal mazzo durante il gioco oppure che vengono introdotte all'inizio del numero. Non esiste un limite esatto di carte che li divide dal resto degli effetti, ma generalmente un gioco di questo tipo utilizza 4-5 carte, fino ad arrivare a 11-12 nei casi più rari.

## Storia
Il periodo storico in cui i Packet Trick raggiungono il loro vertice di popolarità si estende dagli anni ottanta agli anni novanta del Novecento.

## Esempi
Uno dei Packet Trick più famosi è Twisting the Aces, del cartomago canadese Dai Vernon. L'effetto, nella sua versione originale, prevede l'utilizzo dei soli 4 assi.
Altri giochi appartenenti alla categoria dei Packet Trick sono le innumerevoli versioni di Acqua e Olio, nelle quali un gruppo di carte rosse e un gruppo di carte nere (generalmente 4 e 4) vengono ripetutamente mescolati fra di loro per poi inspiegabilmente dividersi.